# Szőnyi béke
Az első szőnyi békét 1627. szeptember 12-én kötötték meg hosszas alkudozások után kötötték meg a Szőny és Komárom közt fekvő Forró nevű szigeten a törökök és II. Ferdinánd között. A török megbízottak voltak Mehemed egri pasa, Iza effendi budai mufti, a budai azap-aga, az esztergomi és szolnoki bég, míg II. Ferdinánd biztosai Sennyey István báró kancellár és a váci püspök, Questenberg Gellért báró, Esterházy Dániel és Koháry Péter voltak. 
Tulajdonkép azonban egyfelől Esterházy nádor és Pázmány Péter, másfelől Bethlen Gábor erdélyi fejedelem és Murteza budai vezérpasa mérték itt össze diplomáciai fegyvereiket. 
A békeokmányt három nyelven: magyarul, latinul és törökül állíttatott ki. A 11 artikulusba foglalt okirat újra megerősítette az 1606. évi zsitvatoroki, az 1615. évi bécsi, az 1618. évi komáromi és az 1625. évi gyarmati szerződéseket. 
A békeokmány szövegének eredetijét három nyelven tették közzé: Gévay, A szőnyi békekötés cikkelyei (Bécs 1837). Ebből magyarul, Bethlen utasításaival, Toldalagi követségi naplójával és jelentéseivel, valamint Tassi Gáspár budai követségéről Esterházyhoz tett jelentésével együtt közölte Salamon Ferenc, Két magyar diplomata a XVII. sz.-ból (Pest 1867). Történetét megírta Jászay Pál (Tudománytár 1838. 4. köt.).